# Heliophanus capensis
Heliophanus capensis är en spindelart som beskrevs av Wesolowska 1986. Heliophanus capensis ingår i släktet Heliophanus och familjen hoppspindlar. Inga underarter finns listade i Catalogue of Life.